# James Foster
James Foster (3 de diciembre de 1985) es un deportista estadounidense que compite en ciclismo en la modalidad de BMX estilo libre. Consiguió cinco medallas en los X Games.

## Medallero internacional
| \| X Games de Verano \| X Games de Verano \| X Games de Verano \| X Games de Verano \| \| Año \| Lugar \| Medalla \| Prueba \| \| ----------------- \| --------------------------- \| ----------------- \| ----------------- \| \| 2014 \| Austin (Estados Unidos) \| Medalla de bronce \| Big air \| \| 2016 \| Austin (Estados Unidos) \| Medalla de bronce \| Dirt \| \| 2017 \| Mineápolis (Estados Unidos) \| Medalla de oro \| Big air \| \| 2018 \| Mineápolis (Estados Unidos) \| Medalla de oro \| Big air \| \| 2018 \| Sídney (Australia) \| Medalla de plata \| Big air \| \| 2019 \| Shanghái (China) \| Medalla de bronce \| Big air \| |                             |                   |         |
| X Games de Verano |                             |                   |         |
| Año | Lugar                       | Medalla           | Prueba  |
| 2014 | Austin (Estados Unidos)     | Medalla de bronce | Big air |
| 2016 | Austin (Estados Unidos)     | Medalla de bronce | Dirt    |
| 2017 | Mineápolis (Estados Unidos) | Medalla de oro    | Big air |
| 2018 | Mineápolis (Estados Unidos) | Medalla de oro    | Big air |
| 2018 | Sídney (Australia)          | Medalla de plata  | Big air |
| 2019 | Shanghái (China)            | Medalla de bronce | Big air |